# メジャー完全制覇
メジャー完全制覇（メジャーかんぜんせいは）は、日本のプロレス界において俗にメジャー団体と呼ばれる新日本プロレス、全日本プロレス、プロレスリング・ノアの3団体が管轄する、ヘビー級またはジュニアヘビー級の王座やリーグ戦を全て戴冠・制覇したグランドスラムを指す俗称。

## 概要
2008年（平成20年）9月6日、佐々木健介がプロレスリング・ノアのGHCヘビー級王座を戴冠し、新日本プロレスのIWGPヘビー級王座と全日本プロレスの三冠ヘビー級王座に続き、史上初めてメジャー3団体のシングル王座を全て戴冠したことで、試合中継やスポーツ新聞にて『メジャー完全制覇』『グランドスラム達成』と呼ばれるようになったのが始まりである。
2009年（平成21年）3月14日、高山善廣が三冠ヘビー級王座を戴冠し、史上2人目のメジャー3団体のシングル王座のグランドスラムを達成するとともに、既に戴冠していた全日本プロレスの世界タッグ王座、プロレスリング・ノアのGHCタッグ王座、新日本プロレスのIWGPタッグ王座と合わせて、史上初めてメジャー3団体のシングル王座及びタッグ王座のグランドスラムを達成した。
『メジャー完全制覇』はあくまでも俗称であるため、その範囲が「シングル王座のみ達成」「シングル王座・タッグ王座の両方で達成」など定まっておらず、タッグ王座のみ達成してもグランドスラムとして扱われない場合がある。IWGPタッグ王座、世界タッグ王座、GHCタッグ王座に関しては、いずれも王座名に「ヘビー級」が含まれていないが、グランドスラムにおいてはヘビー級のタッグ王座として扱われている。達成報酬や称号が与えられることは無く、スポーツ新聞や一部ウェブサイトなど主にプロレスメディアの記事になる程度である。
グランドスラムについてメディアが選手に質問した例は数多くあるが、選手が質問されることなく能動的にグランドスラムについて言及したことがある。これは選手側がグランドスラムの存在を認識している事例となっている。
- 永田裕志は、2022年（令和4年）の全日本プロレス参戦目前、プロレス格闘技DXのインタビューでシングル王座のグランドスラムについて聞かれた際に、「あとリーグ戦も全部獲ってるんだよ、シングルの。ここのチャンピオン・カーニバル、G1、ノアのグローバルリーグ。今はN-1だけどね。それ獲ってるからシングルに関してはダブルグランドスラムで」とシングルリーグ戦のグランドスラムについて言及した[5]。その後、翌年に三冠ヘビー級王座を戴冠し、シングル王座及びシングルリーグ戦のダブルグランドスラムを達成している。また、タッグ王座のグランドスラムも既に達成しており、トリプルグランドスラムも達成したことになる。これを記念した「TRIPLE GLAND SLAM」Tシャツも発売されている[6]。
- 斉藤レイは、第99代世界タッグ王座在位中、BEST TiMESのインタビューで、「いずれはNOAHさん、新日本さんのタッグチャンピオンになって、タッグのグランドスラムを達成できたらと思います」とタッグ王座のグランドスラムについて言及した[7]。

## ヘビー級王座
※カッコ内は過去に存在した前身の王座
| 管理団体             | シングル王座（単）                        | タッグ王座（複） |
| -------------------- | ----------------------------------------- | ---------------- |
| 新日本プロレス       | IWGP世界ヘビー級王座 （IWGPヘビー級王座） | IWGPタッグ王座   |
| 全日本プロレス       | 三冠ヘビー級王座                          | 世界タッグ王座   |
| プロレスリング・ノア | GHCヘビー級王座                           | GHCタッグ王座    |

### 歴代達成者

#### シングル王座及びタッグ王座
- 高山善廣

史上初めてシングル王座及びタッグ王座のグランドスラムを達成した。この他、2002年（平成14年）に新日本プロレスで復活したNWF世界ヘビー級王座、全日本プロレスのアジアタッグ王座を戴冠している。
| 単/複 | 王座             | 初戴冠日       | 初戴冠時の 所属団体 | 初戴冠時の パートナー |
| ----- | ---------------- | -------------- | ------------------- | --------------------- |
| 単    | IWGPヘビー級王座 | 2003年05月02日 | フリー              | -                     |
| 単    | 三冠ヘビー級王座 | 2009年03月14日 | フリー              | -                     |
| 単    | GHCヘビー級王座  | 2002年09月07日 | フリー              | -                     |
| 複    | IWGPタッグ王座   | 2004年02月01日 | フリー              | 鈴木みのる            |
| 複    | 世界タッグ王座   | 1999年07月23日 | 全日本プロレス      | 大森隆男              |
| 複    | GHCタッグ王座    | 2001年12月09日 | フリー              | 大森隆男              |

- 武藤敬司

2021年（令和3年）2月12日のプロレスリング・ノア日本武道館大会にて潮崎豪を下しGHCヘビー級王座を戴冠、シングル王座のグランドスラムを達成した。また同年11月13日のプロレスリング・ノア横浜武道館大会にてGHCタッグ王座を戴冠したことでシングル王座及びタッグ王座のグランドスラムを達成した。ヘビー級王座において戴冠だけでなく防衛も全ての王座で達成したのは、2025年（令和7年）7月現在武藤のみ。58歳でのメジャー3団体のシングル王座戴冠は、2度目以降の戴冠も含めて史上最高齢。また、武藤は王座を管理するメジャー3団体全てに専属選手として入団・所属経験を持つ。
| 単/複 | 王座             | 初戴冠日       | 初戴冠時の 所属団体  | 初戴冠時の パートナー |
| ----- | ---------------- | -------------- | -------------------- | --------------------- |
| 単    | IWGPヘビー級王座 | 1995年05月03日 | 新日本プロレス       | -                     |
| 単    | 三冠ヘビー級王座 | 2001年06月08日 | 新日本プロレス       | -                     |
| 単    | GHCヘビー級王座  | 2021年02月12日 | フリー               | -                     |
| 複    | IWGPタッグ王座   | 1987年03月20日 | 新日本プロレス       | 越中詩郎              |
| 複    | 世界タッグ王座   | 2001年10月22日 | 新日本プロレス       | 太陽ケア              |
| 複    | GHCタッグ王座    | 2021年11月13日 | プロレスリング・ノア | 丸藤正道              |

- 小島聡

2022年（令和4年）6月12日、さいたまスーパーアリーナで行なわれた「CyberFight Festival2022」にて潮崎豪を下しGHCヘビー級王座を戴冠、シングル王座のグランドスラムを達成した。また、同年9月25日のプロレスリング・ノア愛知県体育館（ドルフィンズアリーナ）大会にてGHCタッグ王座を戴冠したことでシングル王座及びタッグ王座のグランドスラムを達成した。
| 単/複 | 王座             | 初戴冠日       | 初戴冠時の 所属団体 | 初戴冠時の パートナー |
| ----- | ---------------- | -------------- | ------------------- | --------------------- |
| 単    | IWGPヘビー級王座 | 2005年02月20日 | 全日本プロレス      | -                     |
| 単    | 三冠ヘビー級王座 | 2005年02月16日 | 全日本プロレス      | -                     |
| 単    | GHCヘビー級王座  | 2022年06月12日 | 新日本プロレス      | -                     |
| 複    | IWGPタッグ王座   | 1997年05月03日 | 新日本プロレス      | 中西学                |
| 複    | 世界タッグ王座   | 2002年12月06日 | 全日本プロレス      | 太陽ケア              |
| 複    | GHCタッグ王座    | 2022年09月25日 | 新日本プロレス      | 杉浦貴                |

- 永田裕志

2023年（令和5年）2月19日の全日本プロレス後楽園ホール大会にて、宮原健斗を下し三冠ヘビー級王座を戴冠、シングル王座及びタッグ王座、並びにシングルリーグ戦のグランドスラムを達成した。所属団体の離脱や移籍の経験が一度もない選手のグランドスラム達成はいずれも史上初。
| 単/複 | 王座             | 初戴冠日       | 初戴冠時の 所属団体 | 初戴冠時の パートナー |
| ----- | ---------------- | -------------- | ------------------- | --------------------- |
| 単    | IWGPヘビー級王座 | 2002年04月05日 | 新日本プロレス      | -                     |
| 単    | 三冠ヘビー級王座 | 2023年02月19日 | 新日本プロレス      | -                     |
| 単    | GHCヘビー級王座  | 2014年02月08日 | 新日本プロレス      | -                     |
| 複    | IWGPタッグ王座   | 1999年08月28日 | 新日本プロレス      | 中西学                |
| 複    | 世界タッグ王座   | 2004年06月12日 | 新日本プロレス      | ケンドー・カシン      |
| 複    | GHCタッグ王座    | 2003年11月30日 | 新日本プロレス      | 棚橋弘至              |

#### シングル王座
- 佐々木健介

史上初めてシングル王座のグランドスラムを達成した。タッグ王座も含めた完全制覇まで、全日本プロレスの世界タッグ王座を残すのみとなっていたが一度も挑戦することなく、2014年（平成6年）2月11日をもって現役引退。なお、全日本プロレスのアジアタッグ王座を戴冠しているため、変則的ではあるがメジャー3団体のシングル王座及びタッグ王座の戴冠は達成している。
| 単/複 | 王座             | 初戴冠日       | 初戴冠時の 所属団体 | 初戴冠時の パートナー |
| ----- | ---------------- | -------------- | ------------------- | --------------------- |
| 単    | IWGPヘビー級王座 | 1997年08月31日 | 新日本プロレス      | -                     |
| 単    | 三冠ヘビー級王座 | 2007年08月26日 | 健介オフィス        | -                     |
| 単    | GHCヘビー級王座  | 2008年09月06日 | 健介オフィス        | -                     |
| 複    | IWGPタッグ王座   | 1990年11月01日 | 新日本プロレス      | 馳浩                  |
| 複    | 世界タッグ王座   | 未戴冠         | 未戴冠              | 未戴冠                |
| 複    | GHCタッグ王座    | 2009年09月21日 | 健介オフィス        | 森嶋猛                |

### 達成に近い選手
※シングル王座を2つ戴冠している選手のみ記載
| 選手           | 新日本 （単） | 全日本 （単） | ノア （単） | 新日本 （複） | 全日本 （複） | ノア （複） |
| -------------- | ------------- | ------------- | ----------- | ------------- | ------------- | ----------- |
| 鈴木みのる     | -             | ◎             | ◎           | ◎             | ◎             | ◎           |
| 秋山準         | -             | ◎             | ◎           | -             | ◎             | ◎           |
| 潮崎豪         | -             | ◎             | ◎           | -             | ◎             | ◎           |
| 藤田和之       | ◎             | -             | ◎           | -             | -             | -           |
| ジェイク・リー | -             | ◎             | ◎           | -             | ◎             | -           |
| 中嶋勝彦       | -             | ◎             | ◎           | -             | -             | ◎           |

### 引退・現役中の死去により未達成
| 選手           | 新日本 （単） | 全日本 （単） | ノア （単） | 新日本 （複） | 全日本 （複） | ノア （複） |
| -------------- | ------------- | ------------- | ----------- | ------------- | ------------- | ----------- |
| 橋本真也       | ◎             | ◎             | -           | ◎             | -             | -           |
| 三沢光晴       | -             | ◎             | ◎           | -             | ◎             | ◎           |
| 小橋建太       | -             | ◎             | ◎           | -             | ◎             | ◎           |
| 田上明         | -             | ◎             | ◎           | -             | ◎             | -           |
| 天龍源一郎     | ◎             | ◎             | -           | ◎             | ◎             | -           |
| ベイダー       | ◎             | ◎             | -           | ◎             | ◎             | ◎           |
| グレート・ムタ | ◎             | ◎             | -           | -             | ◎             | -           |

## ジュニアヘビー級王座
| 管理団体             | シングル王座（単）       | タッグ王座（複）              |
| -------------------- | ------------------------ | ----------------------------- |
| 新日本プロレス       | IWGPジュニアヘビー級王座 | IWGPジュニアタッグ王座        |
| 全日本プロレス       | 世界ジュニアヘビー級王座 | -                             |
| プロレスリング・ノア | GHCジュニアヘビー級王座  | GHCジュニアヘビー級タッグ王座 |

### 歴代達成者

#### シングル王座及びタッグ王座
- 田中稔

ジュニアヘビー級において史上初めてシングル王座及びタッグ王座のグランドスラムを達成した。戴冠だけでなく防衛も全ての王座で達成している。この他、全日本プロレスのアジアタッグ王座を戴冠している。
| 単/複 | 王座                          | 初戴冠日       | 初戴冠時の 所属団体  | 初戴冠時の パートナー |
| ----- | ----------------------------- | -------------- | -------------------- | --------------------- |
| 単    | IWGPジュニアヘビー級王座      | 2000年10月29日 | フリー               | -                     |
| 単    | 世界ジュニアヘビー級王座      | 2011年01月02日 | フリー               | -                     |
| 単    | GHCジュニアヘビー級王座       | 2019年03月10日 | フリー               | -                     |
| 複    | IWGPジュニアタッグ王座        | 2000年06月25日 | 格闘探偵団バトラーツ | 金本浩二              |
| 複    | GHCジュニアヘビー級タッグ王座 | 2018年03月11日 | フリー               | 小川良成              |

#### シングル王座
- 丸藤正道

ジュニアヘビー級において史上初めてシングル王座のグランドスラムを達成した。タッグ王座も含めた完全制覇まで、新日本プロレスのIWGPジュニアタッグ王座を残すのみとなっているが、2025年（令和7年）7月現在もジュニアヘビー級の体重を維持してはいるものの、ヘビー級を主戦場にしている。この他、プロレスリング・ノアのGHCヘビー級王座、GHCタッグ王座、GHC無差別級王座を戴冠している。
| 単/複 | 王座                          | 初戴冠日       | 初戴冠時の 所属団体  | 初戴冠時の パートナー |
| ----- | ----------------------------- | -------------- | -------------------- | --------------------- |
| 単    | IWGPジュニアヘビー級王座      | 2010年01月04日 | プロレスリング・ノア | -                     |
| 単    | 世界ジュニアヘビー級王座      | 2008年09月28日 | プロレスリング・ノア | -                     |
| 単    | GHCジュニアヘビー級王座       | 2001年12月09日 | プロレスリング・ノア | -                     |
| 複    | IWGPジュニアタッグ王座        | 未戴冠         | 未戴冠               | 未戴冠                |
| 複    | GHCジュニアヘビー級タッグ王座 | 2003年07月16日 | プロレスリング・ノア | KENTA                 |

### 達成に近い選手
※シングル王座を2つ戴冠している選手のみ記載
| 選手                 | 新日本 （単） | 全日本 （単） | ノア （単） | 新日本 （複） | ノア （複） |
| -------------------- | ------------- | ------------- | ----------- | ------------- | ----------- |
| 金丸義信             | -             | ◎             | ◎           | ◎             | ◎           |
| 石森太二             | ◎             | -             | ◎           | ◎             | ◎           |
| ケンドー・カシン     | ◎             | ◎             | -           | ◎             | -           |
| ケニー・オメガ       | ◎             | ◎             | -           | ◎             | -           |
| 高岩竜一             | ◎             | -             | ◎           | ◎             | -           |
| 鈴木鼓太郎           | -             | ◎             | ◎           | -             | ◎           |
| 中嶋勝彦             | -             | ◎             | ◎           | -             | -           |
| 近藤修司             | -             | ◎             | ◎           | -             | ◎           |
| ウルティモ・ドラゴン | ◎             | ◎             | -           | -             | -           |
| タイガーマスク       | ◎             | ◎             | -           | ◎             | ◎           |
| 吉岡世起             | -             | ◎             | ◎           | -             | ◎           |

### 引退により未達成
| 選手                   | 新日本 （単） | 全日本 （単） | ノア （単） | 新日本 （複） | ノア （複） |
| ---------------------- | ------------- | ------------- | ----------- | ------------- | ----------- |
| 小林邦昭               | ◎             | ◎             | -           | -             | -           |
| 獣神サンダー・ライガー | ◎             | -             | ◎           | ◎             | ◎           |
| 小川良成               | -             | ◎             | ◎           | -             | ◎           |

## ヘビー級リーグ戦
※カッコ内はリーグ戦の旧称
| 主催団体             | シングルリーグ戦（単）                              | タッグリーグ戦（複）                                                             |
| -------------------- | --------------------------------------------------- | -------------------------------------------------------------------------------- |
| 新日本プロレス       | G1 CLIMAX                                           | WORLD TAG LEAGUE （SUPER GRADE TAG LEAGUE、G1 TAG LEAGUE）                       |
| 全日本プロレス       | チャンピオン・カーニバル                            | 世界最強タッグ決定リーグ戦                                                       |
| プロレスリング・ノア | N-1 VICTORY （グローバル・リーグ戦、GLOBAL LEAGUE） | Victory Challenge Tag League （グローバル・タッグ・リーグ戦、GLOBAL TAG LEAGUE） |

### 歴代達成者
- 永田裕志

| 単/複 | リーグ戦                     | 初制覇日       | 初制覇時の 所属団体 | 初制覇時の パートナー |
| ----- | ---------------------------- | -------------- | ------------------- | --------------------- |
| 単    | G1 CLIMAX                    | 2001年08月12日 | 新日本プロレス      | -                     |
| 単    | チャンピオン・カーニバル     | 2011年04月13日 | 新日本プロレス      | -                     |
| 単    | グローバル・リーグ戦         | 2013年11月10日 | 新日本プロレス      | -                     |
| 複    | G1 TAG LEAGUE                | 2000年11月30日 | 新日本プロレス      | 飯塚高史              |
| 複    | 世界最強タッグ決定リーグ戦   | 未制覇         | 未制覇              | 未制覇                |
| 複    | Victory Challenge Tag League | 未制覇         | 未制覇              | 未制覇                |

### 達成に近い選手
※シングルリーグ戦を2つ制覇している選手のみ記載
| 選手       | 新日本 （単） | 全日本 （単） | ノア （単） | 新日本 （複） | 全日本 （複） | ノア （複） |
| ---------- | ------------- | ------------- | ----------- | ------------- | ------------- | ----------- |
| 小島聡     | ◎             | ◎             | -           | ◎             | ◎             | -           |
| 鈴木みのる | -             | ◎             | ◎           | ◎             | -             | -           |
| 丸藤正道   | -             | ◎             | ◎           | -             | -             | ◎           |

### 引退により未達成
| 選手       | 新日本 （単） | 全日本 （単） | ノア （単） | 新日本 （複） | 全日本 （複） | ノア （複） |
| ---------- | ------------- | ------------- | ----------- | ------------- | ------------- | ----------- |
| 佐々木健介 | ◎             | ◎             | -           | -             | -             | -           |
| 武藤敬司   | ◎             | ◎             | -           | ◎             | ◎             | -           |

## ジュニアヘビー級リーグ戦
※カッコ内はリーグ戦の旧称
| 主催団体             | シングルリーグ戦（単）                                                                           | タッグリーグ戦（複）                                                        |
| -------------------- | ------------------------------------------------------------------------------------------------ | --------------------------------------------------------------------------- |
| 新日本プロレス       | BEST OF THE SUPER Jr. （TOP OF THE SUPER Jr.）                                                   | SUPER Jr. TAG LEAGUE                                                        |
| 全日本プロレス       | ゼンニチJr.フェスティバル （Jr. BATTLE OF GLORY、ジュニアヘビー級リーグ戦、JUNIOR HYPER LEAGUE） | Jr. TAG BATTLE OF GLORY （ジュニアタッグリーグ戦、JUNIOR HYPER TAG LEAGUE） |
| プロレスリング・ノア | GLOBAL Jr. LEAGUE （ジュニア・ヘビー級リーグ戦、グローバル・ジュニア・ヘビー級リーグ戦）         | NOAH Jr. TAG LEAGUE （日テレG+杯争奪ジュニアヘビー級タッグ・リーグ戦）      |

### 達成に近い選手
※シングルリーグ戦を2つ制覇している選手のみ記載
| 選手       | 新日本 （単） | 全日本 （単） | ノア （単） | 新日本 （複） | 全日本 （複） | ノア （複） |
| ---------- | ------------- | ------------- | ----------- | ------------- | ------------- | ----------- |
| 鈴木鼓太郎 | -             | ◎             | ◎           | -             | ◎             | ◎           |

## その他
- 全日本プロレスの三冠ヘビー級王座創設（1989年（平成元年）4月18日）以前に日本国内の複数団体のシングル王座を戴冠した例は3例（ただし、メジャー3団体の源流に当たる日本プロレスを含む例はあまりにも多いため除く。なお、下記3例のいずれも日本プロレスでの戴冠は達成していない）。
  - 長州力が、新日本プロレスのIWGPヘビー級王座とIWGPタッグ王座、全日本プロレスの王座統一前のPWFヘビー級王座とインターナショナル・タッグ王座を戴冠している。長州の場合は王座統一後の三冠ヘビー級王座と世界タッグ王座、プロレスリング・ノアのGHCヘビー級王座とGHCタッグ王座には挑戦していない。
  - スタン・ハンセンが、新日本プロレスのNWFヘビー級王座、全日本プロレスの王座統一前のシングル王座（PWFヘビー級王座、インターナショナル・ヘビー級王座、UNヘビー級王座）及びタッグ王座（インターナショナル・タッグ王座、PWF世界タッグ王座）全てに加え、王座統一後の三冠ヘビー級王座と世界タッグ王座も戴冠している。海外ではAWAのAWA世界ヘビー級王座も戴冠している。ハンセンの場合は新日本プロレスのIWGPヘビー級王座とIWGPタッグ王座、プロレスリング・ノアのGHCヘビー級王座とGHCタッグ王座は戴冠していない（これらのうちIWGPヘビー級王座のみ挑戦したことがある）。
  - さらにさかのぼると、新日本プロレス、全日本プロレス、国際プロレスの3団体時代に、全日本プロレスのPWFヘビー級王座、UNヘビー級王座と国際プロレスのIWA世界ヘビー級王座を戴冠したビル・ロビンソンの例がある。ロビンソンは新日本プロレス参戦時にNWFヘビー級王座にも挑戦しているが戴冠はならず、『メジャー王座完全制覇』は実現しなかった。なお、昭和時代に「新日本プロレス、全日本プロレス、国際プロレスの3団体中2団体のシングル王座戴冠」を果たしたのはロビンソンとハンセンだけである（長州のIWGP初戴冠は平成時代に入ってから。ただし昭和年間の新日本ではWWFインターナショナル・ヘビー級王座を藤波辰爾から奪取したことがある）。また、長州とハンセンは国際プロレスに参戦したことがないため、実際に三団体制覇の可能性があったのはロビンソンだけである。
- ちなみにアメリカでは、1960年代から80年代にかけて、NWA、AWA、WWWF（のちのWWF、WWE）の各世界ヘビー級王座（NWA世界ヘビー級王座、AWA世界ヘビー級王座、WWWF世界ヘビー級王座）が世界3大王座とされた。これらの王座のうち複数戴冠した選手は、バディ・ロジャース（NWA、WWWF）、ジン・キニスキー（NWA、AWA）、リック・フレアー（NWA、WWF）の3人である。3王座全て戴冠した選手は存在しない（このほか、AWA世界ヘビー級王座の初代王者であるパット・オコーナーは同時期にNWA王者でもあった。ただし、これはNWAから分裂してAWAを創立したプロモーターが当時のNWA王者であったオコーナーを勝手にAWA王者に認定したもので、AWA側の「バーン・ガニアと防衛戦をやらなければAWA王座を剥奪する」という通告により王座剥奪となっているため、一般にオコーナーは複数戴冠とはみなされていない。なお、オコーナーもWWWFの王座は獲得したことがない）。
- プロレスリング・ノアのGHCが創設されたのは2001年（平成13年）であり、闘魂三銃士やプロレス四天王以前の世代は既に引退している選手や、全盛期を終えている選手が多く、今後の戴冠は難しい。上記の小林邦昭などがその例である。
- 現在、他団体が開催しているリーグ戦としては、ZERO1の火祭り（シングルのリーグ戦で、2001年（平成13年）より開催）や大日本プロレスの一騎当千（シングルのリーグ戦で、2011年（平成23年）より開催）、大日本最侠タッグリーグ戦（タッグのリーグ戦で、1999年（平成11年）より開催[注釈 6]）、DDTプロレスリングのD王 GRAND PRIX（シングルのリーグ戦で、2018年（平成30年）より開催）などが挙げられる。DRAGON GATEのシングルの大会であるKING OF GATE（2005年（平成17年）より開催[注釈 7]）は、大半の大会は勝ち残り式トーナメントで行なわれているが、2016年（平成28年）から2019年（令和元年）及び2021年（令和3年）の5大会はリーグ戦を採用している。